# 斯大林式建筑
斯大林式建筑（俄语：Сталинский Ампир），又稱史達林帝國风格，指的是一种在苏联斯大林时代中發展起來的建筑风格，特點是在一棟建築內盡量融合現代主義、新古典主義和帝政風格的各種元素，力求在審美上呈現出濃烈且明顯的共產主義特徵。
該建築風格开始於1933年，以《苏维埃宫的最后设计方案》为起始標誌，并在1955年以苏维埃建筑学会的工程废止為结束。1940年代以来，苏联境内建成了大批斯大林风格建筑的高楼大厦。这种建筑风格对1950年代即存在的东欧各衛星國，以及中华人民共和国等共产主义国家的也有很大影响。在前東德首都东柏林、波兰首都华沙、中国的北京以及朝鲜平壤等地，受此影响的建筑物在今日仍随处可见。

## 历史

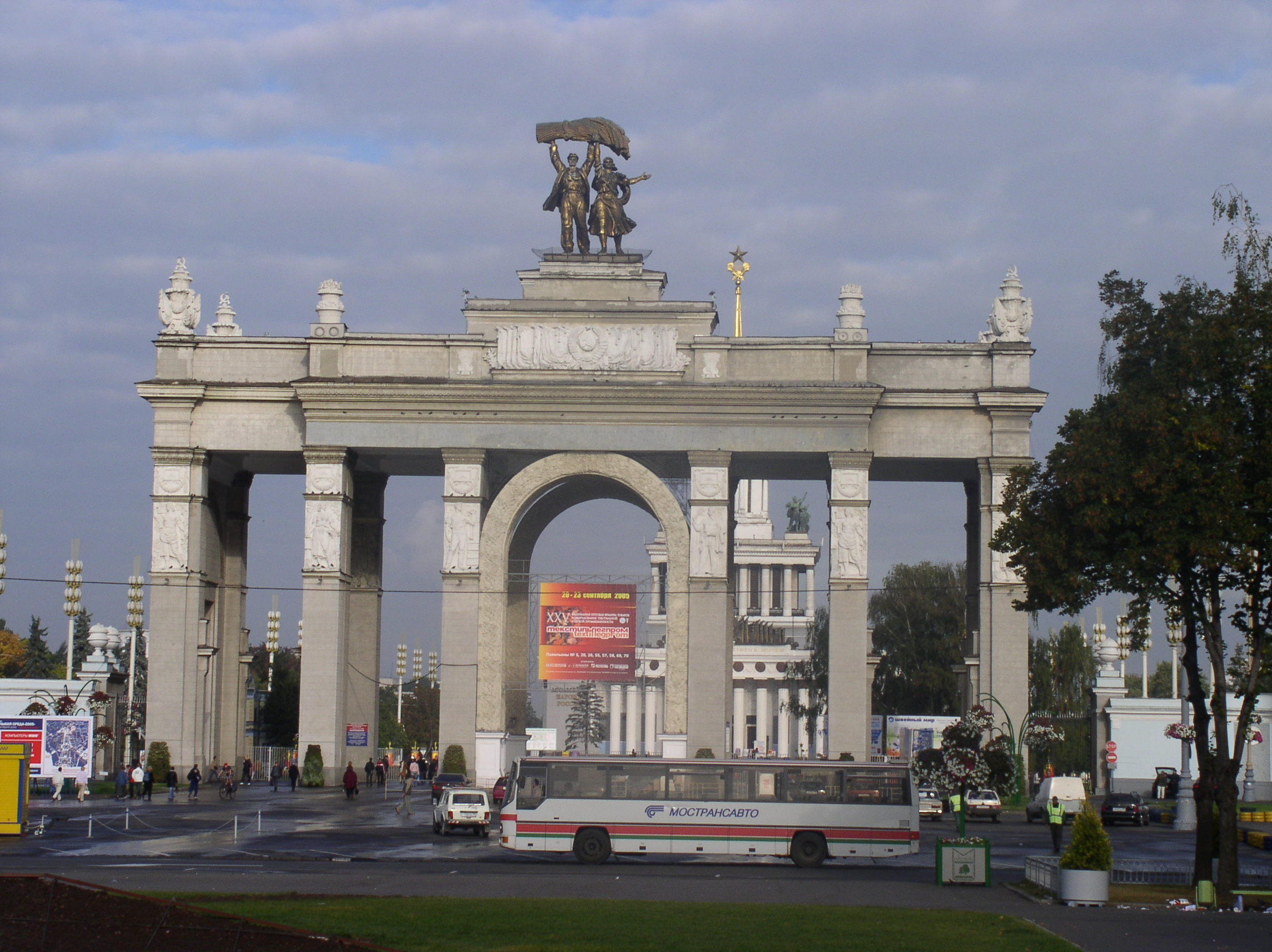
全苏维埃展览馆

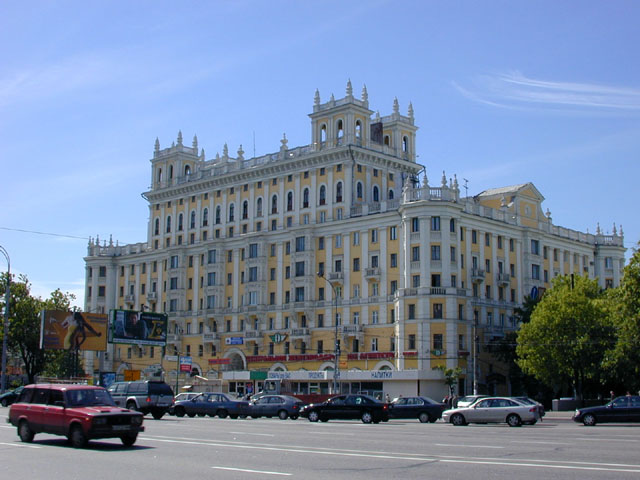
莫斯科列宁格勒大街以其斯大林建筑而闻名

正如斯大林时期苏联的各种艺术形式一样，建筑艺术风格呈现了强烈的意识形态特征，为“赞美共产主义的理想社会秩序”做出贡献。这些建筑气势磅礴，高耸雄伟，布局对称，装饰富丽堂皇，以显示共产主义的革命激情与荣耀。
苏联的建筑师虽然没有像作家与艺术家一样被洗牌，但也同样被當局監控。1932年4月23日，苏共中央委员会发布了《关于改组文学艺术团体》的文件，明令解散各种文艺社团，号召所有“拥护苏维埃政权的纲领、并乐于参加社会主义建设的艺术家们联合起来”，组成统一的创作协会以实现“多产性、创新性、正确性”。至1932年7月，所有独立的建筑师组织都业已废止，“苏维埃建筑师工会”成立。翌年（1933年），官方性质的“苏维埃建筑学会”成立，这标志着斯大林建筑时代的开始。
由于共产党关于建筑的方针没有像对作家与艺术家那样明确，最初的数年对建筑师来说是混乱和困难的时期。具有讽刺意味的是，建筑师们没有进一步发展由布尔什维克革命后萌发的构成主义艺术，转而向遥远的过去寻求规范。在当时苏联，现代主义已经被批判成为“资产阶级腐朽堕落的生活方式”而被摒弃，苏维埃的建筑师从新文艺复兴、新古典主义与帝国风格中汲取元素，来表现社会主义现实主义的建筑风格，以彰顯共產黨的功績。结果大量像生日蛋糕一样的華麗建筑开始在追求實用的社會主義國家泛滥。
在被第二次世界大战暂时地打断之后，斯大林建筑在1940年代晚期与1950年代早期取得重大的进展。其代表建筑有全苏维埃展览馆（莫斯科地铁的起始站）、莫斯科七姐妹、华沙科学文化宮和以及分布在东方集团各大城市的高层公寓与办公楼。
在斯大林逝世两年后的1955年，苏维埃建筑学会被废除，斯大林建筑时期遂告一段落。他的继任者，赫鲁晓夫决意用更经济和高效的建造方式，来代替这些充满“多余装饰”的建筑，結果後來蘇聯的建築沒能得到好好發展，就又轉向了極度實用主義的簡陋設計風格，各加盟國至今都充斥單調且低成本的赫鲁晓夫樓。

## 苏联中的斯大林建筑

### 苏维埃宫
早在1930年代开始策划的纪念建筑苏维埃宫，竞标方案高达1,410英尺（约430米），矗立在莫斯科河河岸。为此，斯大林下令拆除了规划场地的救世主大教堂，经过25年的方案设计与修订，始终未能建成。1990年代该教堂被重建。

### 七姐妹

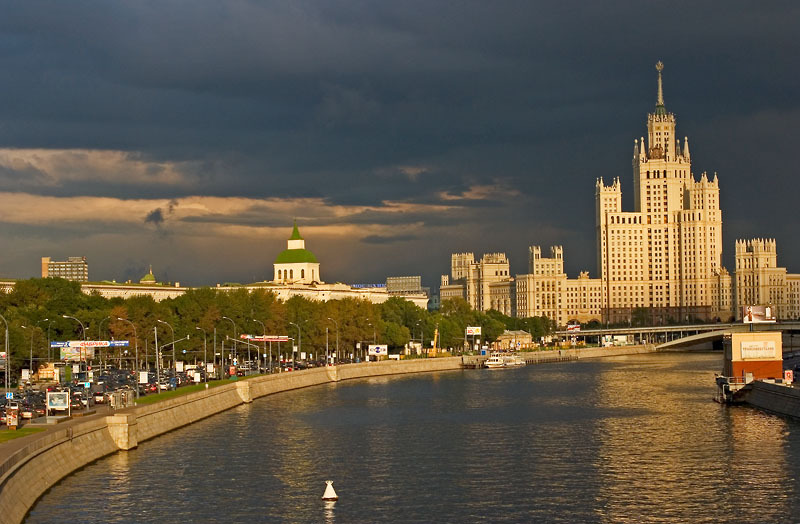
莫斯科河畔的艺术家公寓

在莫斯科有七座为纪念该市建市800周年，于1950年代修建的高楼。人们称它们为“七姐妹”。
- 罗蒙诺索夫国立大学(莫斯科大學)
- 藝術家公寓
- 庫德林廣場大樓
- 希爾頓莫斯科列寧格勒酒店
- 皇家拉迪森酒店
- 俄羅斯外交部大樓
- 紅門大樓

第二次世界大战结束后，苏联当局决定修建八座类似于苏维埃宫的摩天大楼，但最终只修建了七座。建筑师有意将建筑形体设计为阶梯状，以衬托中央塔楼的上升之势。人们常将其称为「生日蛋糕式样」。建筑物高耸的尖顶通常由金属化玻璃制造，以反射太阳艳丽的光辉。然而，这种尖顶的设计并非建筑师本意，而是特意为了显示与美国1930年代的摩天大楼的区别。它们的外立面仿效以哥特式教堂和莫斯科巴洛克式城堡的浮华的外饰面。
这座位于莫斯科列宁山（今麻雀山）曾是欧洲最高建筑的莫斯科国立大学的主楼，是由古拉格的囚徒花费数年建造的。其他的几个“姐妹”，乌克兰酒店俯瞰俄罗斯白宫，外交部大楼毗邻老莫斯科市中心的老阿尔巴特步行街。七个姐妹中两个是酒店，两个是政府办公大楼、两个是公寓、还有一个是俄罗斯最著名大学的主楼。

### 斯大林风格建筑的复兴：第八姐妹
今日的俄国，有一股斯大林建筑复兴的潮流，其中最为有名的要数莫斯科的凯旋宫。自其2003年底建成之后，以264米的高度替法蘭克福的商業銀行大廈成為歐洲最高的摩天樓，也成为一早规划好却始终未能建造的七姐妹的第八个妹妹。它的建筑设计是完全的斯大林建筑式样，但内饰却采取了现代的西式奢华风格。

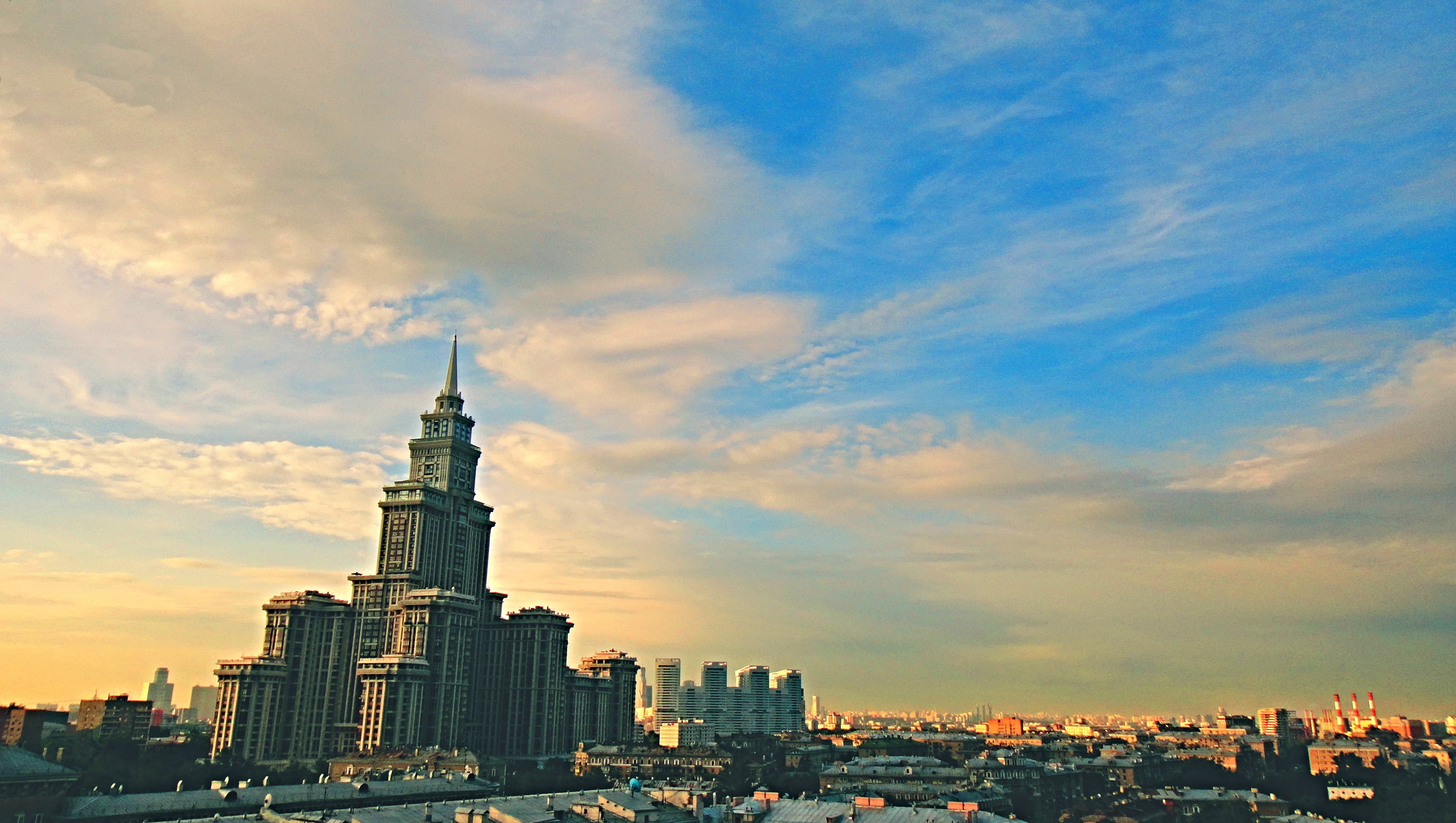
新建的凯旋宫

## 影响

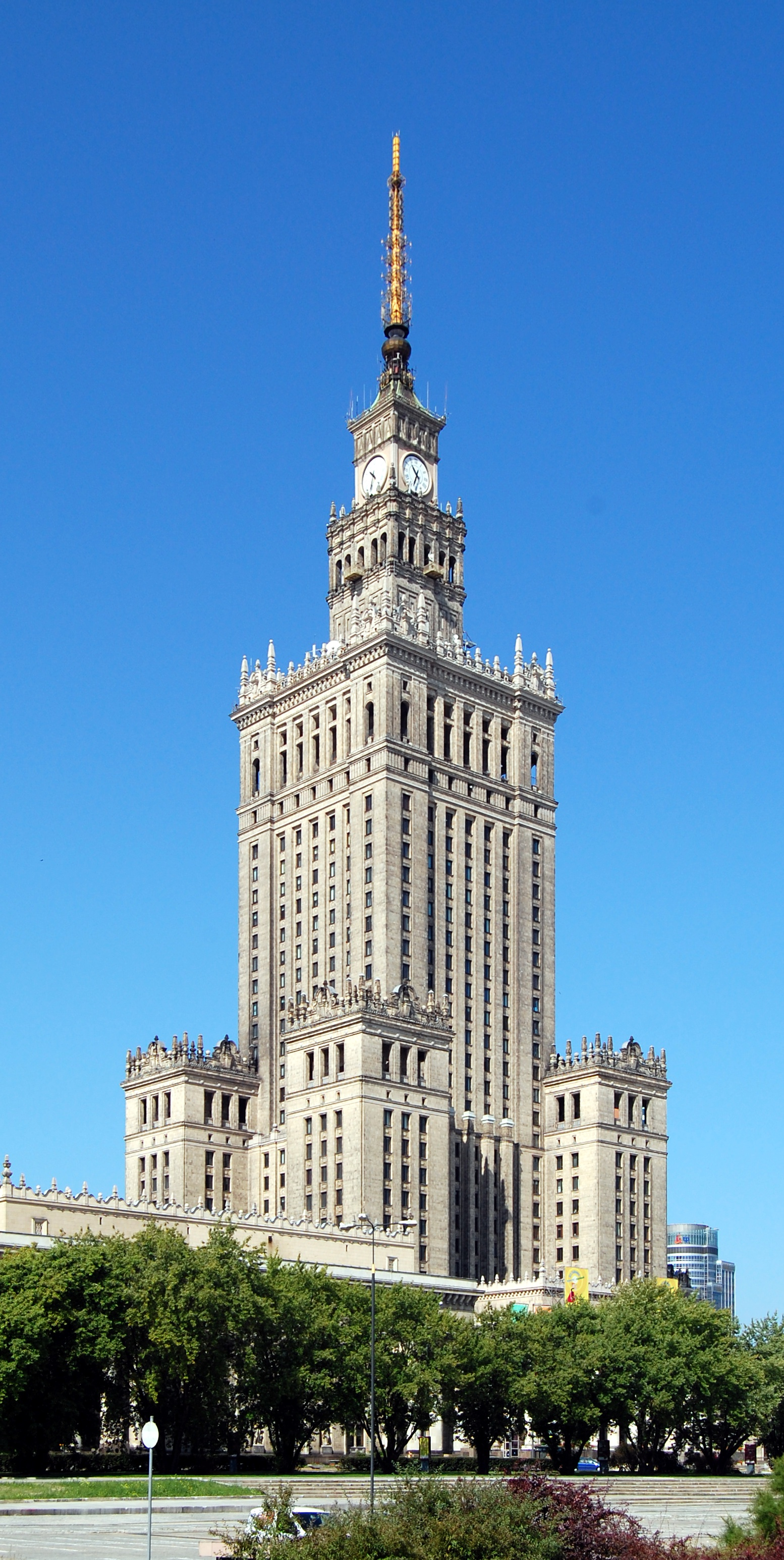
华沙科学文化宫

斯大林建筑风格在东欧各前社会主义国家中十分常见，例如东柏林的卡尔·马克思大街建筑群、罗马尼亚首都布加勒斯特的新闻自由之家、波兰首都华沙的华沙科学文化宫等。前苏联加盟国乌克兰首都基辅的从托尔斯泰广场，到市政广场的赫雷夏蒂克街一带，被认为是最大的完整斯大林建筑群。
在东亚的中华人民共和国与朝鲜民主主义人民共和国也有许多该类建筑，只有越南等東南亞共產國家建國較慢，未趕上風潮。在上海，有为纪念中苏人民友谊而修建的上海展览中心。在北京，分布在长安街附近的众多部委办公大楼和公共建筑里可以看到许多斯大林建筑风格影子。五十年代的北京十大建筑是它们中的典型代表，其中中国人民革命军事博物馆就是标准的斯大林建筑。而它们中的大多数是以民族风格的“大屋顶”代替哥特式尖顶的斯大林建筑來“中国化”，大門、窗戶和柱子也更換上中國石獅、雲柱裝飾，表现“社会主义的内容，民族的形式”，例如北京火车站、人民大会堂等。

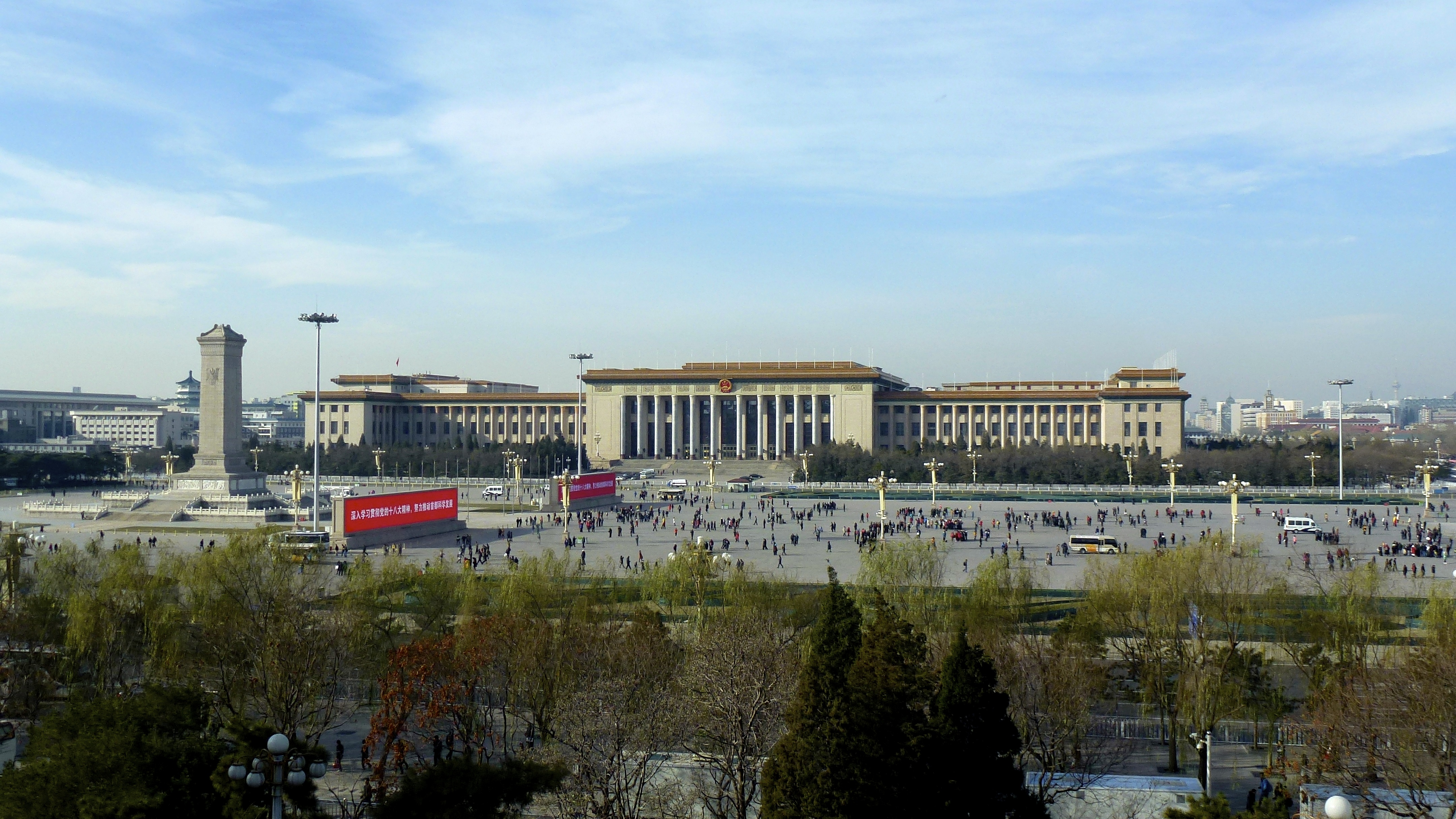
人民大会堂

## 外部連結
- Architecture of the Soviet Armenia (digitized book) （页面存档备份，存于）
- “Stalinist architecture” on nyc-architecture.com （页面存档备份，存于）(大量苏联及东欧国家斯大林建筑照片)